# شاهزاده ایران سه‌بعدی
شاهزاده ایران سه‌بعدی (به انگلیسی: Prince of Persia 3D) یک بازی از رد آرب اینترتینمنت است که در سال ۱۹۹۹ برای کامپیوتر و در سال ۲۰۰۰ برای دریم‌کست منتشر شد. ده سال پس از انتشار ورژن اصلی این بازی، مجدداً این بازی با گرافیک سه بعدی منتشر شد. این بازی در نسخه دریم کست  شاهزاده پارس: شب های عربی(به انگلیسی: Prince of Persia: Arabian Nights) نام دارد.

## خلاصه داستان
سلطان به همراه شاهزاده و شاهزاده خانم که تازه ازدواج کرده‌اند، به قلمرو برادرش آسان در جنوب ایران سفر می‌کنند. در خلال یک مراسم تفریحی، محافظان آسان، محافظان سلطان را به قتل رسانده و شاهزاده را زندانی می‌کنند. سلطان پیش از این وعده داده بود که شاهزاده خانم را به عقد پسر آسان به نام روگنور درآورد، اما با ازدواج شاهزاده، این وعده را نقض کرده بود.  
شاهزاده از زندان فرار می‌کند و به نزد سلطان می‌رود، اما سلطان نمی‌تواند او را متقاعد کند که از شاهزاده خانم صرف‌نظر کند. آسان سعی می‌کند شاهزاده را بکشد، اما در این میان سلطان را به قتل می‌رساند. سلطان در لحظات آخر از شاهزاده می‌خواهد شاهزاده خانم را نجات دهد. شاهزاده فرار می‌کند، در حالی که آسان او را به قتل سلطان متهم می‌کند.  
روگنور که موجودی نیمه‌انسان نیمه‌ببر است، شاهزاده خانم را می‌دزدد و چندین بار با شاهزاده درگیر می‌شود. وقتی شاهزاده خانم تسلیم روگنور نمی‌شود و حتی دست او را با شمشیر قطع می‌کند، روگنور تصمیم می‌گیرد او را با بستن به یک دستگاه چرخ‌دنده بزرگ در لانه‌اش خرد کند. شاهزاده به موقع می‌رسد و با پرت کردن روگنور به داخل چرخ‌دنده‌ها، او را می‌کشد و دستگاه را متوقف می‌کند. سپس شاهزاده، شاهزاده خانم را به مقصدی ناشناخته می‌برد.  

## بازتاب ها
| گردآورنده  | امتیاز  | امتیاز      |
| گردآورنده  | دریم‌کست | رایانه شخصی |
| ---------- | ------- | ----------- |
| گیم‌رنکینگز | 61.20%  | 64.20%      |
| متاکریتیک  | 58/100  | ن/م         |

| ناشر                     | امتیاز  | امتیاز      |
| ناشر                     | دریم‌کست | رایانه شخصی |
| ------------------------ | ------- | ----------- |
| آل‌گیم                    | [ ۴ ]   | [ ۵ ]       |
| سی‌وی‌جی                   | ن/م     | 3/10        |
| اج                       | ن/م     | 5/10        |
| الکترونیک گیمینگ مانثلی  | 4/10    | ن/م         |
| گیم‌پرو                   | ن/م     | [ ۹ ]       |
| گیم رولیشن               | ن/م     | C−          |
| گیم‌اسپات                 | ن/م     | 6/10        |
| گیم‌اسپای                 | ن/م     | 79%         |
| آی‌جی‌ان                   | 7.1/10  | 8.2/10      |
| نکست جنریشن              | ن/م     | [ ۱۵ ]      |
| پی‌سی گیمر (ایالات متحده) | ن/م     | 70%         |
| پی‌سی زون                 | ن/م     | 31%         |

شاهزاده پارس سه‌بعدی نقد های مختلفی را بدست آورد.آی جی ان نمره ۸.۲ از ۱۰ را به این بازی داد و گفت:بازی خوبی بود همچنین دلیل این نمره را ساخت گرافیک خوب و پرش های مکانیکی اعلام کرد.گیم اسپات نیز نمره ۶ از ۱۰ را به بازی داد و دلیل آن را زیاد خشن بودن شخصیت های بازی، افکت های نه چندان جالب دوربین در بازی و سخت بودن کنترل بازی اعلام کرد اما اعلام کرد که صحنه های اکشن زیبایی در بازی است.